# Overwaard Molen No.5
Overwaard Molen No.5 is een van de Kinderdijkse molens, in de Nederlandse gemeente Molenlanden. De molen, die dateert uit 1740, is een van de acht molens die de Overwaard bemalen. Eigenaar is Stichting Werelderfgoed Kinderdijk. De molen heeft een ijzeren scheprad met een diameter van 6,70 meter waarmee de lage boezem van de Overwaard wordt bemalen. De molen wordt bewoond en is niet te bezichtigen.
Nederwaard:
Nederwaard No.1 ·
Nederwaard No.2 ·
Nederwaard No.3 ·
Nederwaard No.4 ·
Nederwaard No.5 ·
Nederwaard No.6 ·
Nederwaard No.7 ·
Nederwaard No.8

Overwaard:
Overwaard No.1 ·
Overwaard No.2 ·
Overwaard No.3 ·
Overwaard No.4 ·
Overwaard No.5 ·
Overwaard No.6 ·
Overwaard No.7 ·
Overwaard No.8

Overig:
De Blokker ·
De Hoge Molen ·
Kleine of Lage Molen